# Urwila
Urwila  è una circoscrizione rurale (rural ward) della Tanzania situata nel distretto di Mlele, regione di Katavi. Conta una popolazione di 6 124 abitanti (censimento 2012).